# Montalto Ligure
Montalto Ligure – miejscowość i gmina we Włoszech, w regionie Liguria, w prowincji Imperia.
Według danych na rok 2004 gminę zamieszkiwało 388 osób, 29,8 os./km².
1 stycznia 2018 gmina przestała istnieć.